# 莫日地区圣菲尔贝
莫日地区圣菲尔贝（法語：Saint-Philbert-en-Mauges，法語發音：[sɛ̃ filbɛʁ ɑ̃ moʒ] ⓘ）是法国曼恩-卢瓦尔省的一个旧市镇，属于绍莱区。2015年12月15日，莫日地区圣菲尔贝和相邻的9个市镇合并为新市镇莫日地区博普雷欧（Beaupréau-en-Mauges）。

## 地理
莫日地区圣菲尔贝（47°9'4"N, 1°1'2"W）面积7.25 平方千米，位于法国卢瓦尔河地区大区曼恩-卢瓦尔省，该省份为法国西部内陆省份，大致对应安茹地区，北起顺时针与马耶讷省、萨尔特省、安德尔-卢瓦尔省、维埃纳省、德塞夫勒省、旺代省、大西洋卢瓦尔省和伊勒-维莱讷省接壤。
与莫日地区圣菲尔贝接壤的市镇（或旧市镇、城区）包括：昂德勒泽、拉沙佩勒迪热内、拉勒诺迪耶尔、塞夫勒穆瓦讷、维勒迪约-拉布卢埃尔、莫日地区圣马凯尔。

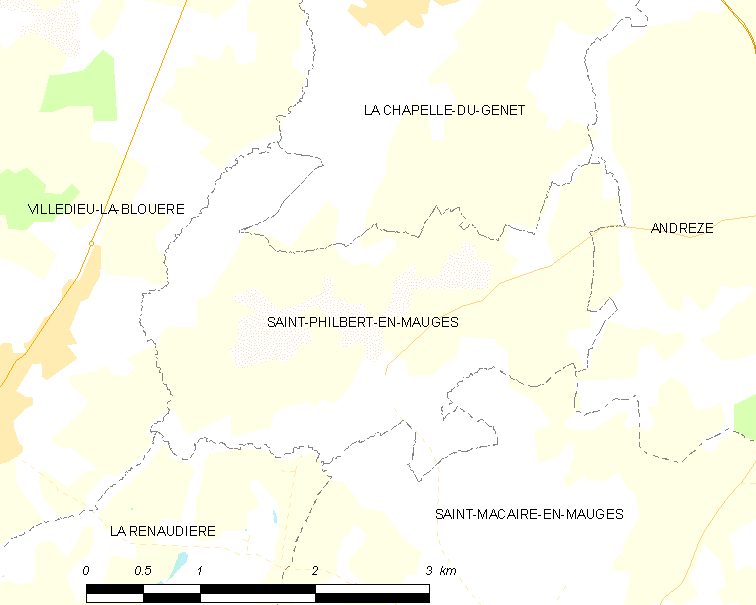
莫日地区圣菲尔贝的OSM定位图

莫日地区圣菲尔贝的时区为UTC+01:00、UTC+02:00（夏令时）。

## 行政
莫日地区圣菲尔贝的邮政编码为49600，INSEE市镇编码为49312。

## 政治
莫日地区圣菲尔贝所属的省级选区为莫日地区博普雷欧县。

## 人口

1962-2008年间莫日地区圣菲尔贝人口变化图示

莫日地区圣菲尔贝于2018年1月1日时的人口数量为382人。